# XCOM 2
XCOM 2 — пошаговая тактическая компьютерная игра, разработанная Firaxis Games и выпущенная 2K Games для Microsoft Windows, macOS и Linux в 2016 году. XCOM 2 является продолжением XCOM: Enemy Unknown (2012) — ремейка X-COM: UFO Defense 1994 года. Если XCOM: Enemy Unknown предлагала игроку оборонять планету Земля от только начавшегося вторжения пришельцев, XCOM 2 показывает мир, в котором пришельцы выиграли войну, и после их победы прошло уже двадцать лет; на Земле установлен тоталитарный режим, и возрождённая организация XCOM действует уже как подпольное повстанческое движение. Как и в предыдущей игре, в XCOM 2 сочетаются два режима — тактический, где игрок управляет в пошаговом сражении отрядом из 4-6 бойцов, и стратегический, где игрок должен один за другим отвоёвывать регионы Земли у пришельцев, используя «Мститель» — инопланетный корабль, захваченный XCOM и служащий организации мобильной базой. Игра получила высокие оценки критики и была номинирована на ряд наград. В 2017 году к игре было выпущено дополнение XCOM 2: War of the Chosen.

## Игровой процесс
Игровой процесс XCOM 2 имеет много общего с игровым процессом первой части. Игрок получает контроль над управлением новой мобильной базы XCOM «Мститель», перестроенной из корабля снабжения пришельцев. Как и в первой части, у игрока есть отряд нанимаемых солдат со своим набором навыков и деревом развития.
Одним из основных нововведений стали динамически генерируемые уровни. По сюжету мобильная база будет испытывать дефицит основных ресурсов, поэтому одной из новых типов миссий станет добыча артефактов для развития.
В игре будут представлены новые типы врагов, в число которых входят гадюки (отсылка к оригинальным змеелюдям из X-COM: UFO Defense) и гибриды сектоидов с людьми.
Также игра будет предусматривать широкие возможности моддинга с помощью Unreal Engine SDK, выпускаемого вместе с игрой. Планируется, что пользователи через Steam Workshop смогут создавать новые кампании, классы солдат и типы врагов.

## Сюжет
Игра начинается спустя 20 лет после событий XCOM: Enemy Unknown. Пришельцы победили в войне с армиями Земли, организация XCOM забыта и заброшена. Иноземные захватчики колонизировали планету и установили тотальный контроль над миром. Люди живут преимущественно в огромных городах, где пришельцами провозглашено искоренение преступности, бедности и болезней. Повсюду господствуют слежка и тотальный контроль. Лишь на периферии люди относительно свободны. В одной из таких областей снова возрождается организация XCOM.

## Разработка
Первые сведения о неизвестной высокобюджетной игре AAA-класса появились 18 мая 2015 года в ежегодном отчёте о доходах издателя Take-Two Interactive.
25 мая 2015 года был запущен промосайт «Advent Future», посвящённый администрации организации «Advent», которая «создает новый мир, свободный от голода, боли, болезней и войн». Создается впечатление, что сайт был взломан, и рекламные проспекты подменяются на текст с прямо противоположным смыслом. Некоторые элементы сайта давали подсказку на принадлежность к игровой серии X-COM.
Игра была официально представлена 1 июня 2015 года на сайте IGN. Был показан трейлер игры, а также некоторые элементы игрового процесса. Более подробная информация об игре была представлена на выставке E3 15 июня 2015 года.
29 августа разработчики сообщили об изменении даты выхода игры на 5 февраля 2016 года.
10 сентября 2015 года игра стала доступна для предзаказа через Steam. Предзаказавшие пользователи в момент релиза получили вместе с игрой набор для изменения внешнего вида бойцов «Resistance Warrior Pack», а также ветерана XCOM, участвовавшего в событиях первой игры.
10 декабря был анонсирован XCOM 2 Digital Deluxe Edition, в который помимо игры входят саундтрек и подписка на три предстоящих DLC. Также был обновлен официальный сайт игры, на котором был выложен новый трейлер, более подробно описывающий прошлые и текущие события игры.
Тремя ранее анонсированными дополнениями стали набор для изменения внешнего вида солдат «Anarchy’s Children» (выход 17 марта 2016 года); набор «Alien Hunters», содержащий дополнительные побочные сюжетные миссии, вооружение и новые наборы внешнего вида солдат (выход 12 мая 2016 года); и сюжетное дополнение «Shen’s Last Gift», повествующее о наследии главного инженера первой части XCOM доктора Шеня (выход 30 июня 2016 года).
31 августа 2017 года вышло глобальное дополнение XCOM 2: War of the Chosen, в котором появились новые фракции, с которыми Сопротивление может сотрудничать, а также «Избранные», три могущественных инопланетянина, претендующие на господство над Землёй.
9 октября 2018 года, в ознаменование шестилетия перезагрузки игровой серии XCOM, Firaxis выпустила бесплатное дополнение для владельцев War of the Chosen (до 6 декабря) — «Tactical Legacy Pack», повествующее о событиях между первой и второй частями, а также содержащее новый режим игры — «Вызовы», цепочка случайно сгенерированных миссий, объединенных одним отрядом.

## Приём

### Отзывы критиков
| Сводный рейтинг       | Сводный рейтинг                                                      |
| Агрегатор             | Оценка                                                               |
| --------------------- | -------------------------------------------------------------------- |
| GameRankings          | 86,44 % (PC) 85,81 % (PS4) 84,90 % (XONE)                            |
| Metacritic            | 88/100 (Win) 87/100 (PS4) 87/100 (XOne) 77/100 (Switch) 88/100 (iOS) |
| Иноязычные издания    |                                                                      |
| Издание               | Оценка                                                               |
| Destructoid           | 7/10                                                                 |
| Eurogamer             | «Важно»                                                              |
| Game Informer         | 9,5/10                                                               |
| GameSpot              | 9/10                                                                 |
| GamesRadar+           | PC: · PS4:                                                           |
| IGN                   | 9,3/10                                                               |
| PC Gamer (US)         | 94/100                                                               |
| Polygon               | 8/10                                                                 |
| The Guardian          | [ 34 ]                                                               |
| Русскоязычные издания |                                                                      |
| Издание               | Оценка                                                               |
| StopGame.ru           | [ 35 ]                                                               |
| «Игромания»           | 9,0/10                                                               |
| «Канобу»              | 9/10                                                                 |
| «НИМ»                 | 8,7/10                                                               |

По данным агрегатора рецензий Metacritic, игра получила преимущественно положительные отзывы.

### Продажи
Летом 2018 года, благодаря уязвимости в защите Steam Web API, стало известно, что точное количество пользователей сервиса Steam, которые играли в игру хотя бы один раз, составляет 2 222 475 человек.

### Награды
| Год  | Награда                     | Категория                            | Итог      | Ссылка |
| ---- | --------------------------- | ------------------------------------ | --------- | ------ |
| 2016 | Golden Joystick Awards 2016 | Игра года                            | Номинация | [ 40 ] |
| 2016 | Golden Joystick Awards 2016 | Игра года для ПК                     | Номинация | [ 40 ] |
| 2016 | The Game Awards 2016        | Лучшая стратегическая игра           | Номинация | [ 41 ] |
| 2017 | D.I.C.E. Awards             | Игра года — стратегия/симулятор      | Номинация | [ 42 ] |
| 2017 | NAVGTR Awards               | Геймдизайн — игра в составе франшизы | Номинация | [ 43 ] |
| 2017 | NAVGTR Awards               | Игра, стратегия                      | Номинация | [ 43 ] |